# Pelecorhynchus claripennis
Pelecorhynchus claripennis är en tvåvingeart som beskrevs av Ricardo 1910. Pelecorhynchus claripennis ingår i släktet Pelecorhynchus och familjen Pelecorhynchidae. Inga underarter finns listade i Catalogue of Life.